# Манолете (фильм)
«Манолете» (англ. Manolete) — биографический фильм 2007 года режиссёра Менно Мейес, повествующий о тореадоре Мануэле Лауреано Родригесе Санчесе.

## Сюжет
Биографический фильм о жизни тореадора Мануэля Родригеса (Эдриен Броуди) и его скандальном романе с актрисой Лупе Сино (Пенелопа Крус).
Тореадор Манолете на пике своей славы. На его выступления собираются тысячи зрителей, радиотрансляции его поединков слушают по всей стране. Однажды, выходя из двери ресторана, он встречает актрису Лупе Сино. Никакие убеждения на него не действуют. Манолете знакомится с ней и приглашает на своё выступление. Окружение старается оберегать Манолете от общения с Лупе, однако он сам ищет с ней встреч.
У Манолете с Лупе развивается бурный роман. Однако ревность вносит свои коррективы.
У изменчивой публики появляется новый кумир — Домингин. Между двумя тореро устраивают соревнование в небольшом городке Линарес. Публика осыпает овациями каждое движение Домингина, при этом крайне прохладно встречает появление на арене Манолете. Однако Манолете в прекрасной форме, и своим безукоризненным выступлением пленяет публику. Не радует одно — любимая Лупе не с ним.
В это время Лупе мчится в Линарес, предчувствуя неладное. Манолете пытается поставить красивую точку в бою, при этом сам получает смертельную травму. Лупе попадает в операционную в тот момент, когда закрывают глаза умершему Манолете.

## В ролях
- Эдриен Броуди — Мануэль Родригес
- Пенелопа Крус — Лупе Сино
- Сантьяго Сегура — Гильермо
- Хуан Эчанове — Пепе Камара
- Энн Митчелл — Дона Ангустиас
- Джозеф Линуэса — Энрике де Аумада
- Начо Эльдегур — Луис Мигель Домингин
- Педро Касабланк — генерал
- Томас Роззи — дилер

## Съёмочная группа
- Автор сценария: Менно Мейес
- Режиссёр: Менно Мейес
- Оператор: Роберт Йомен
- Художник по костюмам: Соня Гранде
- Композитор:
  - Дэн Джонс
  - Хавьер Лимон
- Монтаж: Феррис Уэбстер
- Продюсер: Андрес Висенте Гомес

## Релиз
Первоначально релиз картины планировался в 2007 году. Однако из-за проблем с бюджетом это сделать не удалось.
Премьера состоялась 28 августа 2008 года на Международном кинофестивале в Торонто.

## Критика
Несмотря на то, что в сценах боя быков использовались не живые животные, а смоделированные, активисты по защите прав животных поощрили бойкот фильма. «Это недопустимо выпускать фильм, в котором главный герой матадор» — сказали в союзе Антикорриды — «если должным образом информировать зрителей, то они будут избегать нового фильма».

## Места съёмок
- Кордова ( Испания)
- Аликанте ([ Испания)
- Мадрид ( Испания)
- Эль-Пуэрто-де-Санта-Мария, Кадис ( Испания)